# Therates similis
Therates similis (лат.) — вид жуков-скакунов рода Therates из семейства жужелицы (Carabidae).

## Распространение
Таиланд (Yala).

## Описание
Длина от 6,5 до 7,6 мм. Тело с металлическим блеском. От близких видов отличается сочетанием макуляции надкрылий с чрезвычайно латерально расположенной центральной точкой и желтоватым цветом краевых вентритов. Голова блестящая зеленовато-чёрная. Мандибулы желтоватые, зубцы по краю буроватые. Верхняя губа одинаковой ширины и длины, желтоватая, с шестью вершинными зубцами и одним боковым зубцом. Губные и максиллярные щупики желтоватые. Наличник голый. Лоб гладкий. Переднеспинка блестящая зеленовато-чёрная, одинакойо длины и ширины, сужена спереди и сзади. Надкрылья блестящие коричневато-чёрные с коричневато-жёлтыми отметинами. Брюшная сторона чёрная. Ноги желтоватые, задние голени и лапки несколько затемнены дистально. Длина эдеагуса 1,7 мм.